# Gabriela (telenovela)
Gabriela es una telenovela mexicana que se transmitió por el Canal 4 de Telesistema Mexicano de Televisa en 1960, con episodios de 30 minutos de duración. Protagonizada por María Teresa Rivas y Angelines Fernández en el rol antagónico.

## Elenco
- María Teresa Rivas ... Gabriela
- Roberto Cañedo
- Angelines Fernández

## Otros datos
- La telenovela se transmitía los domingos.
- La telenovela está grabada en blanco y negro.